# Sofia Inês de Hesse-Darmstadt
Sofia Inês de Hesse-Darmstadt (12 de janeiro de 1604 - 8 de setembro de 1664) foi a esposa do eleitor João Frederico do Palatinado-Sulzbach-Hilpoltstein.

## Família
Sofia Inês era a terceira filha do marquês Luís V de Hesse-Darmstadt e da marquesa Madalena de Brandemburgo. Os seus avós paternos eram o conde Jorge I de Hesse-Darmstadt e a condessa Madalena de Lippe. Os seus avós maternos eram o João Jorge, Eleitor de Brandemburgo e a princesa Isabel de Anhalt-Zerbst.

## Casamento e descendência
Sofia Inês casou-se no dia 7 ou 17 de novembro de 1624 com o eleitor João Frederico do Palatinado-Sulzbach-Hilpoltstein. O casal teve oito filhos, mas nenhum deles sobreviveu aos primeiros anos de vida:
- Ana Luísa do Palatinado-Sulzbach-Hilpoltstein (11 de outubro de 1626 - 13 ou 23 de fevereiro de 1627), morreu aos quatro meses de idade.
- Maria Madalena do Palatinado-Sulzbach-Hilpoltstein (27 de fevereiro de 1628 - 17 de junho de 1629), morreu aos quinze meses de idade.
- Filipe Luís do Palatinado-Sulzbach-Hilpoltstein (26 de fevereiro de 1629 - 8 de setembro de 1632), morreu aos seis meses de idade.
- Frederico do Palatinado-Sulzbach-Hilpoltstein (25 de março de 1630 - 22 de maio de 1630), morreu com quase dois meses de idade.
- Filha natimorta (22 de abril de 1631)
- Maria Leonor do Palatinado-Sulzbach-Hilpoltstein (28 de março de 1632 - 23 de novembro de 1632), morreu com quase nove meses de idade.
- Joana Sofia do Palatinado-Sulzbach-Hilpoltstein (2 de setembro de 1635 - 19 de agosto de 1636), morreu aos onze meses de idade.
- Ana Madalena do Palatinado-Sulzbach-Hilpoltstein (23 de fevereiro de 1638 - 5 de março de 1638), morreu com poucos dias de idade.